# Élections générales québécoises de 2018
Les élections générales québécoises de 2018 sont la 42e élection générale québécoise et se tiennent le 1er octobre 2018. Il s'agit de la première élection à date fixe à se tenir au Québec. Elle permet l'élection d'un gouvernement majoritaire de la Coalition avenir Québec et met fin à l'alternance au pouvoir, depuis 1970, du Parti libéral du Québec et du Parti québécois.
L'élection fait suite au gouvernement libéral de Philippe Couillard (centre droit fédéraliste) au pouvoir depuis 2014. La Coalition avenir Québec (centre droit autonomiste) dirigée par François Legault remporte la majorité absolue avec 74 sièges (sur 125) et 37,4 % des voix et peut ainsi former un gouvernement majoritaire. Le Parti libéral du Québec obtient 31 sièges avec 24,8 % des voix et forme ainsi l'opposition officielle à l'Assemblée nationale. Le Parti québécois (centre gauche indépendantiste) obtient quant à lui 10 sièges avec 17,1 % et Québec solidaire (gauche indépendantiste), 10 sièges avec 16,1 %.
Le taux de participation (66,45 %) est le deuxième plus bas résultat de l'histoire depuis 1927, soit les 91 dernières années.
Les députés sont assermentés du 15 au 19 octobre 2018. François Legault forme son gouvernement le 18 octobre 2018.

## Contexte
Il s'agit de la première élection prévue à une date fixe au Québec à la suite de l'adoption d'une loi en ce sens le 14 juin 2013. Malgré cette planification, les élections auraient quand même pu être déclenchées avant cette date. La loi mentionne que la campagne électorale doit être au minimum de 33 jours et au maximum de 39 jours.
Le premier ministre Philippe Couillard a déclenché le 23 août 2018 les élections générales au moyen d'un décret signé par le lieutenant-gouverneur du Québec. Il avait annoncé cette date le 11 août précédent, durant un discours devant le congrès des jeunes libéraux. La campagne électorale durera 39 jours.
Cette élection utilise pour la première fois la carte électorale adoptée en 2017.

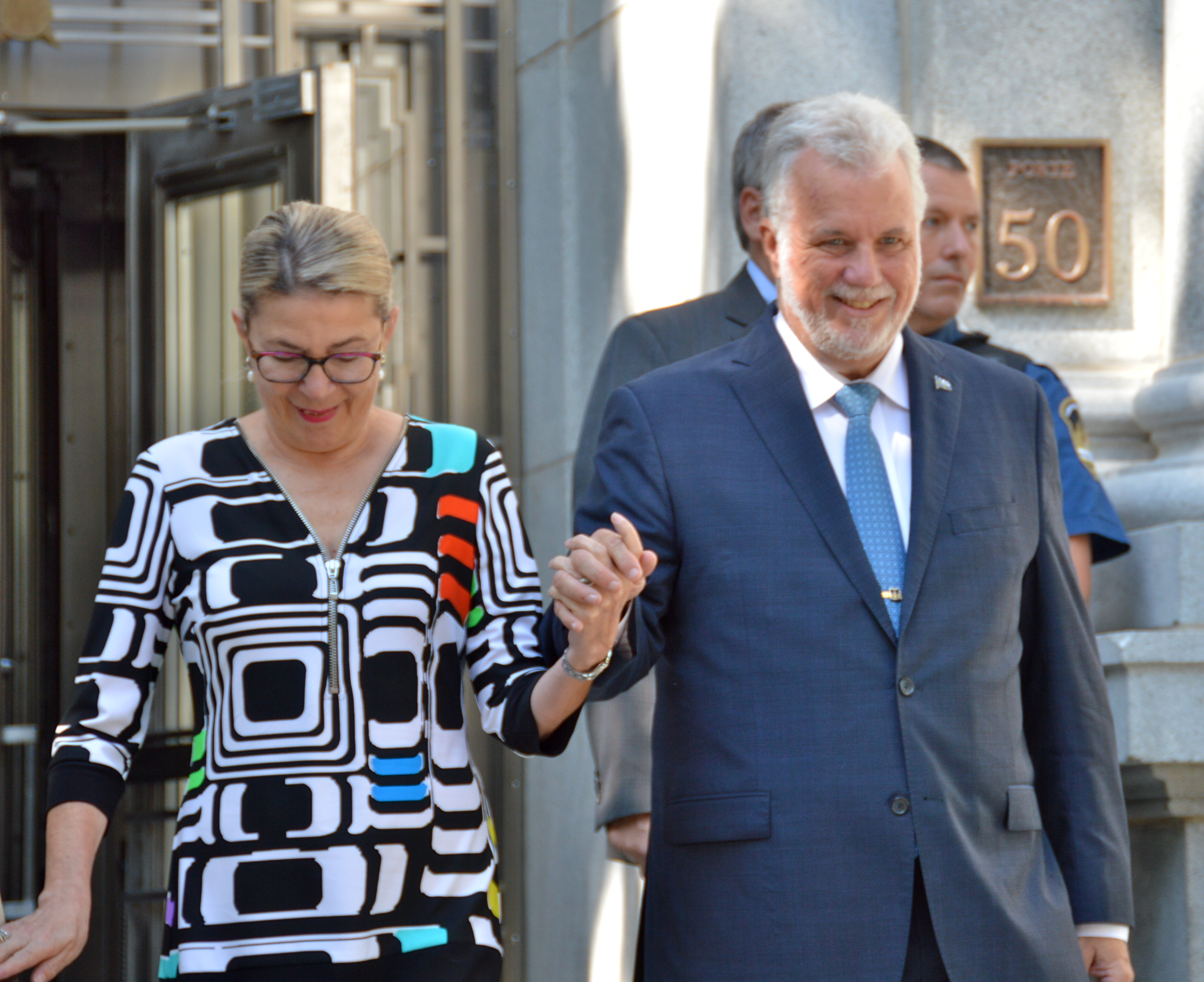
Philippe Couillard au déclenchement des élections le 23 août 2018.

## Système électoral
L'Assemblée nationale est composée de 125 sièges pourvus au scrutin uninominal majoritaire à un tour dans autant de circonscriptions électorales.

## Partis politiques et chefs
22 partis ont été enregistrés en août 2018. Ce nombre bat le record de 18 partis enregistrés datant de 1973.
| Parti | Parti                                | Idéologie                                                        | Candidat(e) au poste de premier(ière) ministre | Candidat(e) au poste de vice-premier(ière) ministre | Slogan pré-campagne                    | Slogan                                  | Députés      | Députés    | Députés   |
| Parti | Parti                                | Idéologie                                                        | Candidat(e) au poste de premier(ière) ministre | Candidat(e) au poste de vice-premier(ière) ministre | Slogan pré-campagne                    | Slogan                                  | Élus en 2014 | À la diss. | Candidats |
| ----- | ------------------------------------ | ---------------------------------------------------------------- | ---------------------------------------------- | --------------------------------------------------- | -------------------------------------- | --------------------------------------- | ------------ | ---------- | --------- |
|       | Parti libéral du Québec              | Fédéralisme, libéralisme économique, progressisme                | Chef : Philippe Couillard                      | Vice-première ministre sortante : Dominique Anglade | Une équipe forte : 2018                | Pour faciliter la vie des Québécois     | 70           | 68         | 125       |
|       | Parti québécois                      | Souverainisme, social-démocratie                                 | Chef : Jean-François Lisée                     | Vice-cheffe : Véronique Hivon                       | Un État fort au service des gens       | Sérieusement                            | 30           | 28         | 125       |
|       | Coalition avenir Québec              | Nationalisme, libéralisme économique                             | Chef : François Legault                        | Vice-première ministre : Geneviève Guilbault        | L'équipe du changement                 | Maintenant.                             | 22           | 21         | 125       |
|       | Québec solidaire                     | Socialisme démocratique, Écosocialisme, féminisme, souverainisme | Co-porte-parole : Manon Massé                  | Co-porte-parole : Gabriel Nadeau-Dubois             | Reprendre le Québec                    | Populaires                              | 3            | 3          | 125       |
|       | Parti vert du Québec                 | Écosocialisme, féminisme, écologie, fédéralisme                  | Chef : Alex Tyrrell                            |                                                     | La gauche fédéraliste !                | Bien plus qu'une couleur                | 0            | 0          | 97        |
|       | Parti conservateur du Québec         | Libertarianisme, conservatisme fiscal et Fédéralisme             | Chef : Adrien D. Pouliot                       |                                                     | Avoir du front                         | Je vote Conservateur                    | 0            | 0          | 101       |
|       | Nouveau Parti démocratique du Québec | Fédéralisme, gauche économique                                   | Chef : Raphaël Fortin                          |                                                     | Je suis NPDQ                           | Faire autrement maintenant              | 0            | 0          | 59        |
|       | Citoyens au pouvoir du Québec        | Démocratie directe                                               | Chef : Stéphane Blais                          |                                                     |                                        | Pas de promesses, que des obligations ! | 0            | 0          | 56        |
|       | Parti marxiste-léniniste du Québec   | Communisme, marxisme-léninisme                                   | Chef : Pierre Chénier                          |                                                     |                                        |                                         | 0            | 0          | 25        |
|       | Équipe autonomiste                   | Autonomisme, conservatisme                                       | Chef : Stéphane Pouleur                        |                                                     | Plus à droite mais pas dans le champ ! |                                         | 0            | 0          | 12        |

## Enjeux

### Statut du Québec
Dans une perspective canadienne, ces élections seront significatives de l'appui que recevra la politique constitutionnelle du Québec présentée au gouvernement du Canada par le premier ministre Couillard appelée : « Québécois, notre façon d'être canadien ».
De plus, à la suite de l'annonce du chef du Parti québécois Jean-François Lisée de repousser un éventuelle référendum sur l’indépendance du Québec lors d'un deuxième mandat, cette élection est la première depuis une quarantaine d'années à ne plus être centrée sur la question nationale. De ce fait, la campagne est essentiellement tournée vers la santé, l'éducation, l'environnement, l'immigration, l'économie, la famille et les transports. Lors du Débat des chefs diffusé sur la chaîne de Radio-Canada le 13 septembre 2018, quatre grands thèmes ont été abordés : la santé, l'éducation, l'économie et l'environnement et l'identité, l'immigration et la question nationale,.

### Économie et emploi
Depuis quelques années, le taux de chômage est au plus bas ce qui emmène plusieurs problèmes dans la recherche de main-d'œuvre partout dans la province.

### Environnement
En environnement, les engagements proposés par les partis politiques présentent de grands écarts. Au printemps 2018, le collectif Vire au vert, initié par divers groupes écologistes, a soumis aux partis une liste de 23 propositions couvrant les grands enjeux environnementaux tels le climat, le transport, l'agriculture ou la biodiversité. Québec solidaire et le Parti québécois souscrivaient respectivement à 17 et 13 des 23 propositions, tandis que le Parti libéral du Québec et Coalition avenir Québec répondaient oui à 2 et 3 des 23 demandes. À la suite de la publication des réponses des quatre partis principaux, le Directeur général des élections accusait les groupes écologistes de contrevenir à la Loi électorale. Une mise en demeure, adressée à Équiterre le 14 septembre 2018, sommait l'organisme de retirer la publication des résultats.

### Santé
À la suite de la réforme majeure du monde la santé au Québec du gouvernement de Philippe Couillard ces élections seront représentatives de l’appui populaire réel.

### Transport
Les différents projets en matière de transport du gouvernent Couillard dont le troisième lien ou encore le réseau structurant de transport en commun de la ville de Québec, qui ont été largement présentés par la ministre Véronyque Tremblay, seront au cœur d'une ré-évaluation par l'électorat québécois.

## Promesses électorales

### Parti libéral du Québec
Parmi les promesses électorales faites par Philippe Couillard pendant la campagne électorale des élections québécoises de 2018 on retrouve :
- Élargir la couverture dentaire de base[19].
- Accorder 15 millions annuellement aux MRC pour mieux intégrer et retenir dans les régions les travailleurs immigrants en investissant aussi 20 millions pour favoriser la francisation de ces immigrants[20].
- De remettre chaque année aux parents un chèque de 150 à 300 dollars par enfant[21].
- De prolonger, à Québec, la ligne de tramway au nord de Charlesbourg[22].
- D'établir la gratuité du transport en commun pour les étudiants et les personnes âgées[23].
- De placer Gertrude Bourdon à la tête du ministère de la Santé et des Services sociaux et Gaétan Barrette au Conseil du trésor du Québec[24].
- Un rabais supplémentaire de 1 000 $ à l'achat d'un véhicule électrique[25].

### Coalition avenir Québec
- Interdiction du port de signes religieux pour les employés de l'État en position d'autorité.
- Diminution de 40% des immigrants économiques au Québec[26].
- La CAQ veut redonner aux familles 700 M$ de taxes scolaires[27].

### Québec solidaire
- Au premier jour d’un gouvernement Massé, Québec solidaire enclencherait la mise sur pied d’une assemblée constituante itinérante d’au moins 125 membres pour écrire une nouvelle constitution relative à la séparation du Québec[28].
- Québec solidaire propose une assurance dentaire publique universelle donnant accès à des soins gratuits aux moins de 18 ans et remboursant entre 60% et 80% des soins non esthétiques pour les adultes[29].
- Québec solidaire propose la gratuité scolaire complète du Centre de la petite enfance à l'université[29].
- Québec solidaire propose de réduire de 50% les tarifs de transport en commun partout au Québec[29]
- Québec solidaire a présenté le Grand Montréal Express, un plan de transport pour la région métropolitaine de Montréal comprenant la construction de 38 nouvelles stations de métro, le développement de lignes de tramway et de SRB ainsi que plusieurs autres mesures[30]
- QS propose une semaine de vacances supplémentaire et différentes mesures de conciliation famille-travail qui permettraient aux gens de profiter pleinement de leur vie[31].
- Manon Massé promet 1,8 milliard en habitation pour Montréal[32].

### Parti vert du Québec
- La gratuité du transport en commun[33].
- Une taxe sur le carbone à 200 $ la tonne dès 2019[34].
- Atteindre la carboneutralité d'ici 2050[35].
- La construction d'un réseau de trains à grande vitesse[33].
- Une cible de réduction de la consommation de viande[36].
- Une réforme du mode de scrutin et des réformes démocratiques (vote à 16 ans, vote par anticipation sur internet, cour de participation civique, etc.)[37].

## Déroulement

### Événements et chronologie
- 15 juin 2018 : Ajournement sine die des travaux de l'Assemblée nationale du Québec (première session de la 41e législature du Québec)[38].
- 23 août 2018 : Dissolution de l'Assemblée nationale et début de la campagne électorale[39],[3].
- 13 septembre 2018 : À 20 h, Débat des chefs Québec 2018, animé par Patrice Roy et produit par Radio-Canada, Télé-Québec, V, La Presse +, La Presse canadienne, Le Devoir, Journal Métro, Les Affaires et le Huffington Post[40].
- 15 septembre 2018 : Date limite pour se présenter comme candidat[41].
- 17 septembre 2018 : Débat des chefs en anglais (Quebec 2018), produit par CBC Quebec, CJAD 800, City, CTV News, Global News et The Montreal Gazette, à 17 h 30[42].
- 20 septembre 2018 : Face à Face Québec 2018 de 20 h à 22 h sur les ondes de TVA et LCN[43]
- 21 au 27 septembre 2018 : Vote par anticipation. Il est possible de voter dans tous les bureaux de scrutin les 23 et 24 septembre, et au bureau du directeur du scrutin de circonscription et dans certains établissements d'enseignement les autres jours[44],[41].
- 1er octobre 2018 : Jour du scrutin[44].
- 10 octobre 2018 : à la suite d'un recomptage judiciaire dans la circonscription de Gaspé, le candidat du Parti libéral Alexandre Boulay est défait par la péquiste Méganne Perry Mélançon[45].

### Financement populaire
Depuis le 1er janvier 2013, le financement des partis politiques est limité à 100 $ par année, par électeur, et 200 $ dans les années d'élection générale. Selon les montants des contributions des électeurs, le gouvernement verse un montant supplémentaire nommée « appariement ».
Le site web d'Élections Québec possède un outil de recherche où sont répertoriés tous les donateurs, de même que les montants accordés à chaque parti politique du Québec. Il est donc possible de faire le suivi des dons aux partis politiques en effectuant un relevé mensuel. Les dons des partis suivants sont répertoriés dans ces tableaux: Coalition avenir Québec, Parti libéral du Québec, Parti québécois et Québec solidaire.

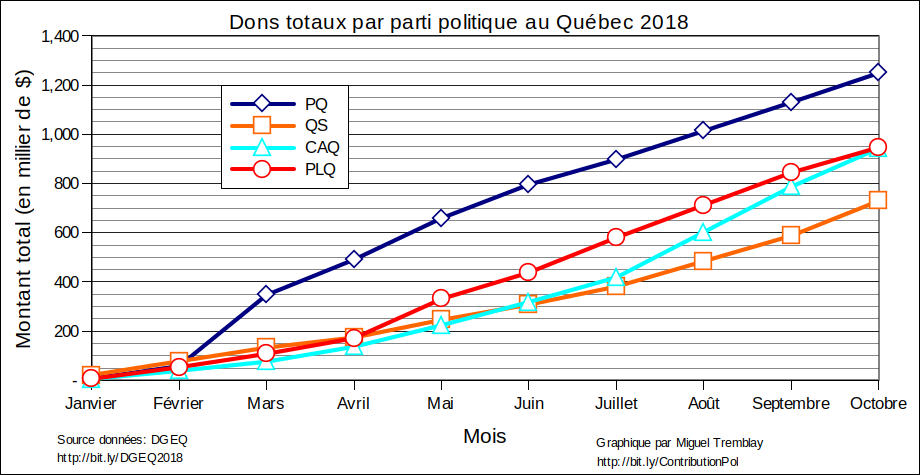
Contribution totale par parti politique.
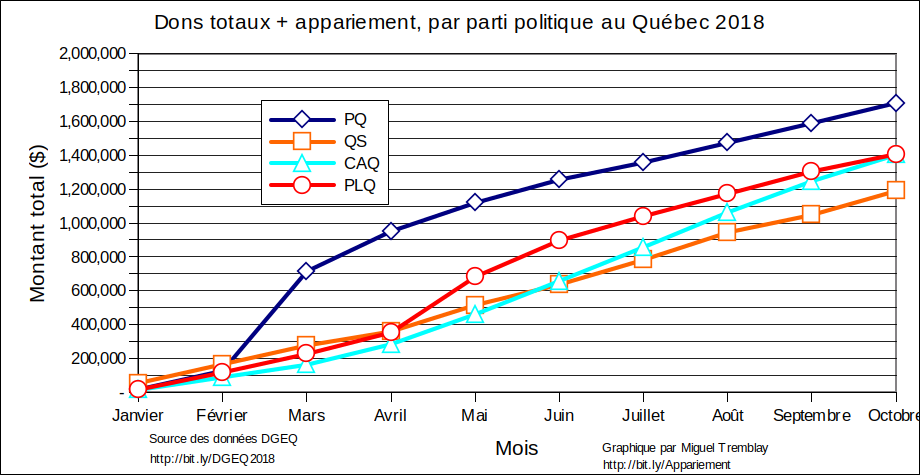
Contribution totale, avec appariement, par parti politique au Québec 2018.
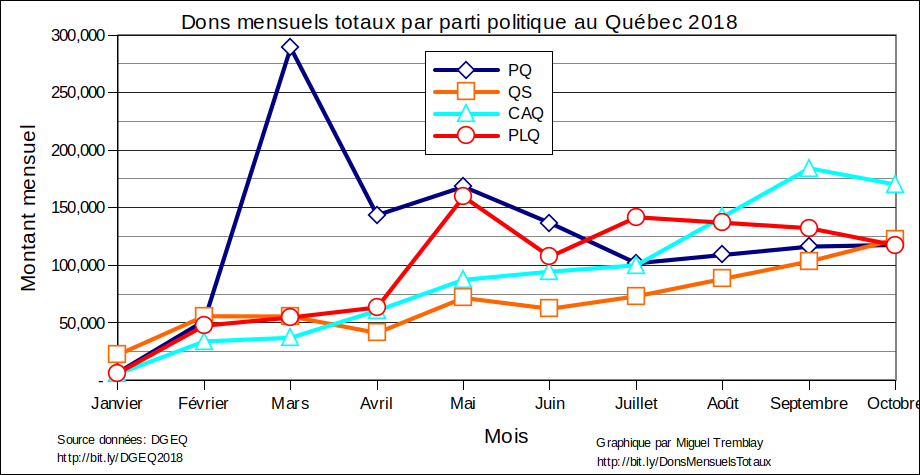
Dons mensuels totaux par parti politique au Québec 2018[50].
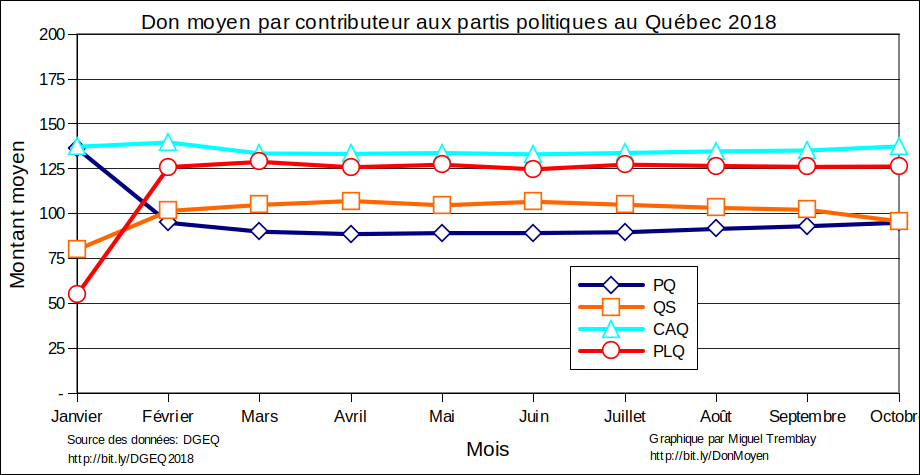
Don moyen par contributeur aux partis politiques.
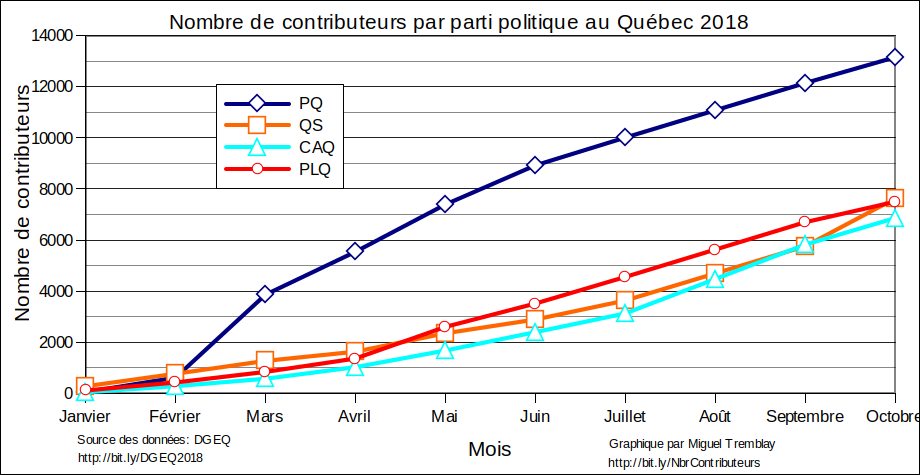
Nombre de contributeurs par parti politique.

## Communication politique

### Les stratégies électorales
Les quatre principaux partis, le Parti québécois (PQ), Québec solidaire(QS), le Parti libéral du Québec, et la Coalition avenir Québec (CAQ) ont utilisé de nombreuses stratégies de marketing politique lors de la campagne électorale.

#### Les slogans électoraux
Les quatre principaux partis ont tous dévoilé leurs slogans avant le début de la période électorale.

La CAQ à opter pour le slogan « Maintenant. »
Québec solidaire a opté pour le slogan « Populaire. »
Le PQ a opté pour le slogan « Sérieusement. »
Le Parti libéral a opté pour le slogan « Pour faciliter la vie des Québécois »

Tous les partis, sauf le Parti libéral, ont décidé d’adopter un slogan en un seul mot. Selon le chercheur principal au Groupe de recherche en communication politique, Thierry Giasson, ce n’est pas nouveaux que les partis politiques décident de faire des slogans en un mot. Selon lui, les slogans en un mot permettent au parti politique de pouvoir décliner leur slogan en sous-campagne, en plus « d’évoquer un cri de ralliement » pour le parti. En plus, les slogans courts peuvent être un avantage sur les réseaux sociaux, car il peut facilement se transformer en hashtag sur les plateformes
Pour sa part, le slogan du Parti libéral est considéré comme plus traditionnel. Pour le spécialiste de l’image et professeur associé à HEC Montréal, Jean-Jacques Stréliski, le slogan libéral n’a absolument rien de révolutionnaire, mais pour lui le slogan est plus clair et précis que les autres partis qui veulent synthétiser toutes leurs idées en un seul mot.

#### Les plateformes numériques
Tous les partis ont utilisé les plateformes numériques pour transmettre leurs messages et leurs idées lors de la campagne. Cette campagne numérique visait à « compiler des données, mobiliser leurs militants, et optimiser leurs publicités »

CAQ
La CAQ a fait plusieurs fois de la publicité sur Facebook. Le parti a fait environ 30 à 50 campagnes publicitaires pour cibler différentes localisations, groupe d’âge et intérêt chez les électeurs.
Par exemple, les comptes d’utilisateurs des candidats de la CAQ (Twitter et Facebook) ont été nettoyés pour s’assurer du professionnaliste de chacun et éviter certaines controverses liées à des candidats.

QS
Québec solidaire s’est beaucoup penché sur la plateforme Facebook pour faire ressortir leurs votes. Notamment, avec la création d’évènements Facebook où les utilisateurs pouvaient s’inscrire et ainsi aviser leur entourage qu’il allait voter pour Québec solidaire. Ainsi, sur Facebook, le site votez.quebecsolidaire.net a été partagé plus de 64 000 fois. Au total, près de 80% du budget de publicité du parti s’est retrouvé sur Facebook.

PQ
Dès le plan d’action de 2015, le PQ a voulu rejoindre plus d’un million de Québécois sur la plateforme Facebook afin d’avoir davantage d’interaction sur leur site web. Le parti a aussi décidé d’utiliser la plateforme de musique pour y mettre de la publicité en ciblant les électeurs qui écoutaient de la musique québécoise.

Parti libéral
Le Parti libéral est le seul parti qui a acheté des données spécifiques sur les électeurs. Ils ont acheté des géocodes qui servent à « positionner une adresse sur une carte pour le porte-à-porte », le parti a aussi acheté des données téléphoniques.
Le Parti libéral a aussi mis l’accent sur l’importance des jeunes dans les équipes électorales, car ce sont ceux-ci qui ont davantage de faciliter avec les réseaux sociaux.

#### Inspirations et modèles de communication politique
CAQ
Pour leur campagne, la CAQ s’est inspiré de la campagne de Justin Trudeau, notamment à cause de la force du visuel et de campagne de Harper de 2005-2006 pour clarté des objectifs électoraux.

QS
Québec solidaire s’est inspiré de la campagne de Bernie Sanders. Même que presque tout le monde de l’équipe de Québec solidaire a lu le livre des organisateurs de la campagne de Bernie Sanders.
PQ
Pour le PQ : « La plus grande inspiration c’est probablement Macron (…) et Barack Obama en général ».
Parti libéral
Pour le Parti libéral, c’est aussi la campagne de Justin Trudeau qui a servi d’inspiration, notamment l’approche data-centric.

### Le traitement médiatique des femmes
Lors de la campagne électorale, presque autant d’hommes que de femmes étaient candidats (47% de femmes et 53% d’hommes).
Malgré cette parité, la couverture médiatique des candidates a été moins importante que celles de leurs collègues masculins. Une étude menée par l’Université de Cambridge a notamment démontré cette disparité. En effet, lors de cette campagne, les femmes candidates ont reçu 38% de la couverture médiatique entre le 23 aout et le 1er octobre des médias suivants : Radio-Canada, Le Droit, La Presse, Le Nouvelliste, Le Devoir, La Tribune, Le Journal de Montréal, Le Quotidien, la voie de l’Est et Le Soleil. De plus, Manon Massé, la seule femme à la tête d’un parti, a reçu a aussi reçu une couverture médiatique moins importante que les chefs masculins. Selon la même étude, François Legault (CAQ) a été mentionné 4248 fois dans ses médias; Philippe Couillard (Parti libéral) a été mentionné 3649 fois; Jean-François Lisée (PQ) a été mentionné 2932 fois et Manon Massé a été mentionnée 1412 fois. Ainsi, 42% de femmes ont été élues lors des élections de 2018, soit 52 députés. Auparavant, les élections de 2012 détenaient le record du plus grand nombre de femmes élues à l’Assemblée nationale avec un total de 33%.
Finalement, lors des élections de 2018, le Québec a vécu un « "moment de parité enchanté", où la construction d’un discours fondé sur la valeur ajoutée des femmes à la démocratie est apparue profitable chez les candidates et les chef·fe·s de parti, et ce, grâce à la mobilisation d’acteurs extérieurs au champ politique »

## Sondages
| Évolution des intentions de vote des élections de 2014 à celles de 2018                  |                                                              |
|                                                                                          |                                                              |
| Pendant la 41e législature du Québec                                                     | Pendant la campagne électorale (23 août au 1er octobre 2018) |
| - Coalition avenir Québec - Parti libéral du Québec - Parti québécois - Québec solidaire |                                                              |

## Candidats et circonscriptions

### Députés ne se représentant pas
| Nom                | Parti                    | Circonscription                                        | Fonction | Date de la première élection         |
| ------------------ | ------------------------ | ------------------------------------------------------ | --- | ------------------------------------ |
| Martine Ouellet    | Indépendante ex-Péquiste | Vachon, Montérégie                                     | Ex-chef du Bloc québécois* | 5 juillet 2010                       |
| Alexandre Cloutier | Parti québécois          | Lac-Saint-Jean, Saguenay -- Lac-Saint-Jean             | - Porte-parole de l’opposition officielle en matière d’enseignement supérieur et de recherche - Porte-parole de l’opposition officielle responsable de la région du Nord-du-Québec - Porte-parole de l’opposition officielle en matière de communautés nordiques et d’affaires autochtones | 26 mars 2007                         |
| Agnès Maltais      | Parti québécois          | Taschereau, Capitale-Nationale                         | - Porte-parole de l’opposition officielle en matière de laïcité - Porte-parole de l’opposition officielle en matière d’éthique et d’intégrité - Porte-parole de l’opposition officielle responsable de la région de la Capitale-Nationale                                                  | 30 novembre 1998                     |
| Nicole Léger       | Parti québécois          | Pointe-aux-Trembles, Montréal                          | Porte-parole de l’opposition officielle pour le Conseil du trésor | 9 décembre 1996 29 mai 2008*         |
| Claude Cousineau   | Parti québécois          | Bertrand, Laurentides                                  | Président de séance | 30 novembre 1998                     |
| Stéphanie Vallée   | Parti libéral du Québec  | Gatineau, Outaouais                                    | - Ministre de la Justice - Ministre responsable de la région de l’Outaouais | 26 mars 2007                         |
| Pierre Reid        | Parti libéral du Québec  | Orford, Estrie                                         | Vice-président de la Commission de l’économie et du travail | 14 avril 2003                        |
| André Drolet       | Parti libéral du Québec  | Jean-Lesage, Capitale-Nationale                        | Adjoint parlementaire du ministre délégué aux Petites et moyennes entreprises, à l’Allègement réglementaire et au Développement économique régional | 8 décembre 2008                      |
| Karine Vallières   | Parti libéral du Québec  | Richmond, Estrie                                       | - Adjointe parlementaire du premier ministre (volet jeunesse) - Membre du Bureau de l’Assemblée nationale | 4 septembre 2012                     |
| Guy Hardy          | Parti libéral du Québec  | Saint-François, Estrie                                 | Vice-président de la Commission de l’agriculture, des pêcheries, de l’énergie et des ressources naturelles | 7 avril 2014                         |
| François Gendron   | Parti québécois          | Abitibi-Ouest, Abitibi-Témiscamingue                   | - Troisième vice-président de l'Assemblée nationale - Porte-parole de l’opposition officielle responsable de la région de l'Abitibi-Témiscamingue | 15 novembre 1976                     |
| Jean-Marc Fournier | Parti libéral du Québec  | Saint-Laurent, Montréal                                | - Ministre responsable des Relations canadiennes et de la Francophonie canadienne - Leader parlementaire du gouvernement | 12 septembre 1994* 13 septembre 2010 |
| Norbert Morin      | Parti libéral du Québec  | Côte-du-Sud, Chaudière-Appalaches                      | Whip adjoint du gouvernement Président de séance | 14 avril 2003                        |
| Ghislain Bolduc    | Parti libéral du Québec  | Mégantic, Estrie                                       | Adjoint parlementaire du ministre des Transports, de la Mobilité durable et de l’Électrification des transports | 4 septembre 2012                     |
| Raymond Bernier    | Parti libéral du Québec  | Montmorency, Capitale-Nationale                        | Président de la Commission des finances publiques | 14 avril 2003* 7 avril 2014          |
| Germain Chevarie   | Parti libéral du Québec  | Îles-de-la-Madeleine, Gaspésie -- Îles-de-la-Madeleine | - Adjoint parlementaire du ministre de la Santé et des Services sociaux - Adjoint parlementaire du ministre responsable de la région de la Gaspésie–Îles-de-la-Madeleine | 8 décembre 2008* 7 avril 2014        |
| André Spénard      | Coalition avenir Québec  | Beauce-Nord, Chaudière-Appalaches                      | - Vice-président de la Commission des finances publiques - Porte-parole du deuxième groupe d'opposition en matière de sécurité publique | 4 septembre 2012                     |
| Michel Matte       | Parti libéral du Québec  | Portneuf, Capitale-Nationale                           | - Vice-président de la Commission des relations avec les citoyens - Membre du Bureau de l’Assemblée nationale | 6 décembre 2008* 7 avril 2014        |
| Jacques Chagnon    | Parti libéral du Québec  | Westmount -- St-Louis, Montréal                        | Président de l'Assemblée nationale | 2 décembre 1985                      |
| Martin Coiteux     | Parti libéral du Québec  | Nelligan, Montréal                                     | Ministre des Affaires municipales et de l'Occupation du territoire Ministre de la Sécurité publique | 7 avril 2014                         |
| Laurent Lessard    | Parti libéral du Québec  | Lotbinière-Frontenac, Chaudière-Appalaches             | Ministre de l'Agriculture, des Pêcheries et de l'Alimentation | 14 avril 2003                        |
| David Heurtel      | Parti libéral du Québec  | Viau, Montréal                                         | Ministre de l'Immigration, de la Diversité et de l'Inclusion | 9 décembre 2013                      |
| Amir Khadir        | Québec solidaire         | Mercier, Montréal                                      | | 8 décembre 2008                      |
| Julie Boulet       | Parti libéral du Québec  | Laviolette, Mauricie                                   | Ministre du Tourisme | 1er octobre 2001                     |
| Gerry Sklavounos   | Indépendant ex-libéral*  | Laurier-Dorion, Montréal                               | | 26 mars 2007                         |
| Claude Surprenant, | Indépendant ex-caquiste* | Groulx, Laurentides                                    | | 7 avril 2014                         |
| Robert Poëti       | Parti libéral du Québec  | Marguerite-Bourgeoys, Montréal                         | Ministre délégué à l’Intégrité des marchés publics et aux Ressources informationnelles | 4 septembre 2012                     |
| Rita de Santis     | Parti libéral du Québec  | Bourassa - Sauvé, Montréal                             | Présidente de la Commission de l'Éducation et de la Culture | 4 septembre 2012                     |
| Guy Leclair        | Parti québécois          | Beauharnois, Montérégie                                | | 8 décembre 2008                      |

- Martine Ouellet a annoncé, lorsqu'elle est devenue chef du Bloc québécois, qu'elle ne démissionnerait pas en cours de mandat de son poste de députée à l'Assemblée nationale. Elle ne briguera toutefois pas les suffrages lors de l'élection générale de 2018.
- Nicole Léger quitta son poste de députée de Pointe-aux-Trembles en 2007 pour laisser sa place au nouveau chef du Parti québécois, André Boisclair[85]. Elle se fit réélire en 2008 à la suite du départ d'André Boisclair de la politique[86].
- Première élection de Jean-Marc Fournier dans la circonscription de Châteauguay. Il ne s'est pas représenté aux élections de 2008. Il se fit élire député de Saint-Laurent lors d'une élection partielle en 2010.
- Première élection de Raymond Bernier à l'Assemblée nationale. Fut défait aux élections du 4 septembre 2012 par Michelyne C. St-Laurent de la Coalition avenir Québec. Réélu député de Montmorency le 7 avril 2014.
- Germain Chevarie a été élu pour la première fois lors du scrutin du 8 décembre 2008. Défait par Jeannine Richard du Parti québécois aux élections de 2012. Réélu lors du scrutin d'avril 2014.
- Michel Matte a été élu pour la première fois le 6 décembre 2008. Défait par le candidat caquiste, Jacques Marcotte. Réélu le 7 avril 2014, contre Jacques Marcotte.
- Gerry Sklavounos a d'abord été élu sous la bannière du PLQ. Il fut expulsé du caucus du Parti libéral du Québec à la suite d'allégations d'agressions sexuelles sur Alice Paquet, une étudiante de l'Université Laval[87].

### Circonscriptions
En février 2017, la commission de la représentation électorale (CRE) dépose son rapport nommé La carte électorale, à l'image du Québec. On y trouvait des informations sur le futur découpage de la carte électorale. Cinq nouvelles circonscriptions étaient proposées.
Ces changements affectent particulièrement la région de Montréal qui verrait 7 de ses 28 circonscriptions modifiées, avec la création de 2 nouvelles circonscriptions. Sainte-Marie–Saint-Jacques et Westmount–Saint-Louis seraient abolies pour laisser place à celle de Ville-Marie qui devait regrouper le centre-ville de Montréal ou encore l'arrondissement du même nom. La ville de Westmount et la circonscription de Notre-Dame-de-Grâce fusionneraient pour devenir Westmount−Notre-Dame-de-Grâce. Finalement, ces deux nouvelles circonscriptions ne virent pas le jour, à la suite des critiques des députés Manon Massé et Amir Khadir de Québec solidaire.
Dans Lanaudière et les Laurentides, 2 nouvelles circonscriptions apparaissent. Les Plaines est composée du secteur de La Plaine (Terrebonne) anciennement une partie de Masson, Sainte-Anne-des-Plaines auparavant dans Blainville et une partie de la ville de Mirabel soit le côté est de l'autoroute 15 anciennement dans la circonscription du même nom. L'autre circonscription, Prévost, créée en 1972 et dissoute dans Bertrand et Saint-Jérôme en 2011, revoit le jour en 2017: son territoire est composé majoritairement des municipalités avoisinantes de la ville de Saint-Jérôme.
En Mauricie, Laviolette et Saint-Maurice fusionnent pour donner Laviolette–Saint-Maurice.

## Résultats
| Coalition avenir | Libéral   | Parti québécois | Québec solidaire |
| 74 sièges        | 31 sièges | 10 sièges       | 10 sièges        |
| ^                |           |                 |                  |
| majorité         |           |                 |                  |

### Résultats par parti politique
| Partis | Partis               | Chef                                 | Candidats | Sièges | Sièges | Voix      | Voix   | Voix  |
| Partis | Partis               | Chef                                 | Candidats | 2014   | Élus   | Nb        | %      | +/-   |
| --- | -------------------- | ------------------------------------ | --------- | ------ | ------ | --------- | ------ | ----- |
| | Coalition avenir     | François Legault                     | 125       | 22     | 74     | 1 509 455 | 37,4 % | +14,3 |
| | Libéral              | Philippe Couillard                   | 125       | 70     | 31     | 1 001 037 | 24,8 % | -16,7 |
| | Parti québécois      | Jean-François Lisée                  | 125       | 30     | 10     | 687 995   | 17,1 % | -8,3  |
| | Québec solidaire     | Manon Massé et Gabriel Nadeau-Dubois | 125       | 3      | 10     | 649 503   | 16,1 % | +8,5  |
| | Vert                 | Alex Tyrrell                         | 97        | -      | -      | 67 870    | 1,7 %  | +1,2  |
| | Conservateur         | Adrien D. Pouliot                    | 101       | -      | -      | 59 055    | 1,5 %  | +1,1  |
| | NPD Québec           | Raphaël Fortin                       | 59        | -      | -      | 22 863    | 0,6 %  | +0,6  |
| | Citoyens au pouvoir  | Stéphane Blais                       | 56        | -      | -      | 13 768    | 0,3 %  | +0,3  |
| | Bloc pot             | Jean-Patrick Berthiaume              | 29        | -      | -      | 4 657     | 0,1 %  | +0,06 |
| | Parti nul            | Renaud Blais                         | 16        | -      | -      | 3 659     | 0,1 %  | -0,09 |
| | Marxiste-léniniste   | Pierre Chénier                       | 25        | -      | -      | 1 708     | 0 %    | -0,01 |
| | Parti libre          | Michel Leclerc                       | 8         | -      | -      | 1 678     | 0 %    | +0,04 |
| | Équipe autonomiste   | Stéphane Pouleur                     | 12        | -      | -      | 1 138     | 0 %    | +0,02 |
| | Parti 51             | Hans Mercier                         | 5         | -      | -      | 1 117     | 0 %    | +0,03 |
| | Changement Intégrité | Eric Emond                           | 7         | -      | -      | 693       | 0 %    | +0,02 |
| | Alliance provinciale | Sébastien Roy                        | 2         | -      | -      | 521       | 0 %    | +0,01 |
| | Voie du peuple       | Marc Alarie                          | 1         | -      | -      | 190       | 0 %    | -     |
| | Parti culinaire      | Jean-Louis Thémistocle               | 1         | -      | -      | 169       | 0 %    | -     |
| | Indépendant          | Indépendant                          | 21        | -      | -      | 6 462     | 0,2 %  | -0,2  |
| Total | Total                | Total                                | 940       | 125    | 125    | 4 033 538 | 100 %  |       |
| Le taux de participation lors de l'élection était de 66,4 % et 66 085 bulletins ont été rejetés. Il y avait 6 169 772 personnes inscrites sur la liste électorale pour l'élection. |                      |                                      |           |        |        |           |        |       |

### Par circonscription
| Circonscriptions              | Député sortant        | Député sortant           | Député gagnant           | Député gagnant           |
| Abitibi-Témiscamingue         | Abitibi-Témiscamingue | Abitibi-Témiscamingue    | Abitibi-Témiscamingue    | Abitibi-Témiscamingue    |
| ----------------------------- | --------------------- | ------------------------ | ------------------------ | ------------------------ |
| Abitibi-Est                   |                       | Guy Bourgeois            |                          | Pierre Dufour            |
| Abitibi-Ouest                 |                       | François Gendron ‡       |                          | Suzanne Blais            |
| Rouyn-Noranda–Témiscamingue   |                       | Luc Blanchette           |                          | Émilise Lessard-Therrien |
| Bas-Saint-Laurent             |                       |                          |                          |                          |
| Matane-Matapédia              |                       | Pascal Bérubé            | Pascal Bérubé            | Pascal Bérubé            |
| Rimouski                      |                       | Harold LeBel             | Harold LeBel             | Harold LeBel             |
| Rivière-du-Loup–Témiscouata   |                       | Jean D'Amour             |                          | Denis Tardif             |
| Capitale-Nationale            |                       |                          |                          |                          |
| Charlesbourg                  |                       | François Blais           |                          | Jonatan Julien           |
| Charlevoix–Côte-de-Beaupré    |                       | Caroline Simard          |                          | Émilie Foster            |
| Chauveau                      |                       | Véronyque Tremblay       |                          | Sylvain Lévesque         |
| Jean-Lesage                   |                       | André Drolet ‡           |                          | Sol Zanetti              |
| Jean-Talon                    |                       | Sébastien Proulx         | Sébastien Proulx         | Sébastien Proulx         |
| La Peltrie                    |                       | Éric Caire               | Éric Caire               | Éric Caire               |
| Louis-Hébert                  |                       | Geneviève Guilbault      | Geneviève Guilbault      | Geneviève Guilbault      |
| Montmorency                   |                       | Raymond Bernier ‡        |                          | Jean-François Simard     |
| Portneuf                      |                       | Michel Matte ‡           |                          | Vincent Caron            |
| Taschereau                    |                       | Agnès Maltais ‡          |                          | Catherine Dorion         |
| Vanier-Les Rivières           |                       | Patrick Huot             |                          | Mario Asselin            |
| Centre-du-Québec              |                       |                          |                          |                          |
| Arthabaska                    |                       | Eric Lefebvre            | Eric Lefebvre            | Eric Lefebvre            |
| Drummond–Bois-Francs          |                       | Sébastien Schneeberger   | Sébastien Schneeberger   | Sébastien Schneeberger   |
| Nicolet-Bécancour             |                       | Donald Martel            | Donald Martel            | Donald Martel            |
| Chaudière-Appalaches          |                       |                          |                          |                          |
| Beauce-Nord                   |                       | André Spénard ‡          |                          | Luc Provençal            |
| Beauce-Sud                    |                       | Paul Busque              |                          | Samuel Poulin            |
| Bellechasse                   |                       | Dominique Vien           |                          | Stéphanie Lachance       |
| Chutes-de-la-Chaudière        |                       | Marc Picard              | Marc Picard              | Marc Picard              |
| Côte-du-Sud                   |                       | Norbert Morin ‡          |                          | Marie-Eve Proulx         |
| Lévis                         |                       | François Paradis         | François Paradis         | François Paradis         |
| Lotbinière-Frontenac          |                       | Laurent Lessard ‡        |                          | Isabelle Lecours         |
| Côte-Nord                     |                       |                          |                          |                          |
| René-Lévesque                 |                       | Martin Ouellet           | Martin Ouellet           | Martin Ouellet           |
| Duplessis                     |                       | Lorraine Richard         | Lorraine Richard         | Lorraine Richard         |
| Estrie                        |                       |                          |                          |                          |
| Mégantic                      |                       | Ghislain Bolduc ‡        |                          | François Jacques         |
| Orford                        |                       | Pierre Reid ‡            |                          | Gilles Bélanger          |
| Richmond                      |                       | Karine Vallières ‡       |                          | André Bachand            |
| Saint-François                |                       | Guy Hardy ‡              |                          | Geneviève Hébert         |
| Sherbrooke                    |                       | Luc Fortin               |                          | Christine Labrie         |
| Gaspésie–Îles-de-la-Madeleine |                       |                          |                          |                          |
| Bonaventure                   |                       | Sylvain Roy              | Sylvain Roy              | Sylvain Roy              |
| Gaspé                         |                       | Gaétan Lelièvre ‡        |                          | Méganne Perry Mélançon   |
| Îles-de-la-Madeleine          |                       | Germain Chevarie ‡       |                          | Joël Arseneau            |
| Lanaudière                    |                       |                          |                          |                          |
| Berthier                      |                       | André Villeneuve         |                          | Caroline Proulx          |
| Joliette                      |                       | Véronique Hivon          | Véronique Hivon          | Véronique Hivon          |
| L'Assomption                  |                       | François Legault         | François Legault         | François Legault         |
| Masson                        |                       | Mathieu Lemay            | Mathieu Lemay            | Mathieu Lemay            |
| Repentigny                    |                       | Lise Lavallée            | Lise Lavallée            | Lise Lavallée            |
| Rousseau                      |                       | Nicolas Marceau          |                          | Louis-Charles Thouin     |
| Terrebonne                    |                       | Mathieu Traversy         |                          | Pierre Fitzgibbon        |
| Laurentides                   |                       |                          |                          |                          |
| Argenteuil                    |                       | Yves St-Denis            |                          | Agnès Grondin            |
| Bertrand                      |                       | Claude Cousineau ‡       |                          | Nadine Girault           |
| Blainville                    |                       | Mario Laframboise        | Mario Laframboise        | Mario Laframboise        |
| Deux-Montagnes                |                       | Benoit Charette          | Benoit Charette          | Benoit Charette          |
| Groulx                        |                       | Claude Surprenant        |                          | Eric Girard              |
| Labelle                       |                       | Sylvain Pagé             |                          | Chantale Jeannotte       |
| Les Plaines                   | nouv. circonscription | nouv. circonscription    |                          | Lucie Lecours            |
| Mirabel                       |                       | Sylvie D'Amours          | Sylvie D'Amours          | Sylvie D'Amours          |
| Prévost                       | nouv. circonscription | nouv. circonscription    |                          | Marguerite Blais         |
| Saint-Jérôme                  |                       | Marc Bourcier            |                          | Youri Chassin            |
| Laval                         |                       |                          |                          |                          |
| Chomedey                      |                       | Guy Ouellette            | Guy Ouellette            | Guy Ouellette            |
| Fabre                         |                       | Monique Sauvé            | Monique Sauvé            | Monique Sauvé            |
| Laval-des-Rapides             |                       | Saul Polo                | Saul Polo                | Saul Polo                |
| Mille-Îles                    |                       | Francine Charbonneau     | Francine Charbonneau     | Francine Charbonneau     |
| Sainte-Rose                   |                       | Jean Habel               |                          | Christopher Skeete       |
| Vimont                        |                       | Jean Rousselle           | Jean Rousselle           | Jean Rousselle           |
| Mauricie                      |                       |                          |                          |                          |
| Champlain                     |                       | Pierre-Michel Auger      |                          | Sonia LeBel              |
| Laviolette–Saint-Maurice      | nouv. circonscription | nouv. circonscription    |                          | Marie-Louise Tardif      |
| Maskinongé                    |                       | Marc H. Plante           |                          | Simon Allaire            |
| Trois-Rivières                |                       | Jean-Denis Girard        |                          | Jean Boulet              |
| Montérégie                    |                       |                          |                          |                          |
| Beauharnois                   |                       | Guy Leclair ‡            |                          | Claude Reid              |
| Borduas                       |                       | Simon Jolin-Barrette     | Simon Jolin-Barrette     | Simon Jolin-Barrette     |
| Brome-Missisquoi              |                       | Pierre Paradis ‡         |                          | Isabelle Charest         |
| Chambly                       |                       | Jean-François Roberge    | Jean-François Roberge    | Jean-François Roberge    |
| Châteauguay                   |                       | Pierre Moreau            |                          | MarieChantal Chassé      |
| Granby                        |                       | François Bonnardel       | François Bonnardel       | François Bonnardel       |
| Huntingdon                    |                       | Stéphane Billette        |                          | Claire IsaBelle          |
| Iberville                     |                       | Claire Samson            | Claire Samson            | Claire Samson            |
| Johnson                       |                       | André Lamontagne         | André Lamontagne         | André Lamontagne         |
| La Pinière                    |                       | Gaétan Barrette          | Gaétan Barrette          | Gaétan Barrette          |
| Laporte                       |                       | Nicole Ménard            | Nicole Ménard            | Nicole Ménard            |
| La Prairie                    |                       | Richard Merlini          |                          | Christian Dubé           |
| Marie-Victorin                |                       | Catherine Fournier       | Catherine Fournier       | Catherine Fournier       |
| Montarville                   |                       | Nathalie Roy             | Nathalie Roy             | Nathalie Roy             |
| Richelieu                     |                       | Sylvain Rochon           |                          | Jean-Bernard Émond       |
| Saint-Hyacinthe               |                       | Chantal Soucy            | Chantal Soucy            | Chantal Soucy            |
| Saint-Jean                    |                       | Dave Turcotte            |                          | Louis Lemieux            |
| Sanguinet                     |                       | Alain Therrien           |                          | Danielle McCann          |
| Soulanges                     |                       | Lucie Charlebois         |                          | Marilyne Picard          |
| Taillon                       |                       | Diane Lamarre            |                          | Lionel Carmant           |
| Vachon                        |                       | Martine Ouellet ‡        |                          | Ian Lafrenière           |
| Vaudreuil                     |                       | Marie-Claude Nichols     | Marie-Claude Nichols     | Marie-Claude Nichols     |
| Verchères                     |                       | Stéphane Bergeron        |                          | Suzanne Dansereau        |
| Montréal                      |                       |                          |                          |                          |
| Est                           |                       |                          |                          |                          |
| Anjou–Louis-Riel              |                       | Lise Thériault           | Lise Thériault           | Lise Thériault           |
| Bourassa-Sauvé                |                       | Rita de Santis ‡         |                          | Paule Robitaille         |
| Bourget                       |                       | Maka Kotto               |                          | Richard Campeau          |
| Gouin                         |                       | Gabriel Nadeau-Dubois    | Gabriel Nadeau-Dubois    | Gabriel Nadeau-Dubois    |
| Hochelaga-Maisonneuve         |                       | Carole Poirier           |                          | Alexandre Leduc          |
| Jeanne-Mance–Viger            |                       | Filomena Rotiroti        | Filomena Rotiroti        | Filomena Rotiroti        |
| LaFontaine                    |                       | Marc Tanguay             | Marc Tanguay             | Marc Tanguay             |
| Laurier-Dorion                |                       | Gerry Sklavounos ‡       |                          | Andrés Fontecilla        |
| Maurice-Richard               |                       | Marie Montpetit Crémazie | Marie Montpetit Crémazie | Marie Montpetit Crémazie |
| Mercier                       |                       | Amir Khadir ‡            |                          | Ruba Ghazal              |
| Pointe-aux-Trembles           |                       | Nicole Léger ‡           |                          | Chantal Rouleau          |
| Rosemont                      |                       | Jean-François Lisée      |                          | Vincent Marissal         |
| Sainte-Marie–Saint-Jacques    |                       | Manon Massé              | Manon Massé              | Manon Massé              |
| Viau                          |                       | David Heurtel ‡          |                          | Frantz Benjamin          |
| Ouest                         |                       |                          |                          |                          |
| Acadie                        |                       | Christine St-Pierre      | Christine St-Pierre      | Christine St-Pierre      |
| D'Arcy-McGee                  |                       | David Birnbaum           | David Birnbaum           | David Birnbaum           |
| Jacques-Cartier               |                       | Geoffrey Kelley ‡        |                          | Gregory Kelley           |
| Marguerite-Bourgeoys          |                       | Robert Poëti ‡           |                          | Hélène David             |
| Marquette                     |                       | François Ouimet ‡        |                          | Enrico Ciccone           |
| Mont-Royal–Outremont          | Nouv. circonscription | Nouv. circonscription    |                          | Pierre Arcand            |
| Nelligan                      |                       | Martin Coiteux ‡         |                          | Monsef Derraji           |
| Notre-Dame-de-Grâce           |                       | Kathleen Weil            | Kathleen Weil            | Kathleen Weil            |
| Robert-Baldwin                |                       | Carlos Leitão            | Carlos Leitão            | Carlos Leitão            |
| Saint-Henri–Sainte-Anne       |                       | Dominique Anglade        | Dominique Anglade        | Dominique Anglade        |
| Saint-Laurent                 |                       | Jean-Marc Fournier ‡     |                          | Marwah Rizqy             |
| Verdun                        |                       | Isabelle Melançon        | Isabelle Melançon        | Isabelle Melançon        |
| Westmount–Saint-Louis         |                       | Jacques Chagnon ‡        |                          | Jennifer Maccarone       |
| Nord-du-Québec                |                       |                          |                          |                          |
| Ungava                        |                       | Jean Boucher             |                          | Denis Lamothe            |
| Outaouais                     |                       |                          |                          |                          |
| Chapleau                      |                       | Marc Carrière            |                          | Mathieu Lévesque         |
| Gatineau                      |                       | Stéphanie Vallée ‡       |                          | Robert Bussière          |
| Hull                          |                       | Maryse Gaudreault        | Maryse Gaudreault        | Maryse Gaudreault        |
| Papineau                      |                       | Alexandre Iracà          |                          | Mathieu Lacombe          |
| Pontiac                       |                       | André Fortin             | André Fortin             | André Fortin             |
| Saguenay–Lac-Saint-Jean       |                       |                          |                          |                          |
| Chicoutimi                    |                       | Mireille Jean            |                          | Andrée Laforest          |
| Dubuc                         |                       | Serge Simard             |                          | François Tremblay        |
| Jonquière                     |                       | Sylvain Gaudreault       | Sylvain Gaudreault       | Sylvain Gaudreault       |
| Lac-Saint-Jean                |                       | Alexandre Cloutier ‡     |                          | Éric Girard              |
| Roberval                      |                       | Philippe Couillard       | Philippe Couillard       | Philippe Couillard       |